# Harris McDowell
Harris Brown McDowell Jr. (ur. 10 lutego 1906 w Middletown, zm. 1 listopada 1988 tamże) – amerykański polityk, członek Partii Demokratycznej.

## Działalność polityczna
Działalność polityczną rozpoczął w swoim rodzinnym stanie Delaware, gdzie od 1940 do 1942 był członkiem stanowej Izby Reprezentantów, następnie do 1946 zasiadał w stanowym Senacie, a od 1949 do 1953 był stanowym sekretarzem stanu. W okresie od 3 stycznia 1955 do 3 stycznia 1957 przez jedną kadencję i ponownie od 3 stycznia 1959 do 3 stycznia 1967 przez cztery kadencje był przedstawicielem stanu Delaware w Izbie Reprezentantów Stanów Zjednoczonych.